# هامبورگر مورگن‌پست
هامبورگر مورگن‌پست (آلمانی: Hamburger Morgenpost که با نام موپو نیز شناخته می‌شود) یک روزنامهٔ آلمانی است که در قطع نیم‌برگی در هامبورگ منتشر می‌شود.
در سال ۲۰۰۶ هامبورگر مورگن‌پست پس از بیلد تسایتونگ دومین روزنامهٔ بزرگ هامبورگ بود.